# 品川駅街区地区
品川駅街区地区（しながわえきがいくちく）は、東京都港区の品川駅で計画されている開発計画及び土地区画整理事業である。事業主体はJR東日本と京急で、土地区画整理事業の施工者は都市再生機構。

## 概要
2019年のダイヤ改正によって廃止された山手線の留置線の跡地（旧品川電車区）で京浜急行電鉄が行っている泉岳寺駅〜新馬場駅間の連続立体交差事業によって整備される京急本線品川駅の新ホームの直上およびその周辺に建設される。
開発計画は北街区と南街区に分かれており、北街区にはJR東日本によって事務所や店舗、駅施設などで構成される地上28階、地下3階、高さ約150ｍ、延べ面積約165,000㎡の超高層ビルが、南街区には京浜急行電鉄によって事務所や店舗、宿泊施設、集会場、駅施設などで構成される地上28階、地下2階、高さ約150ｍ、延べ面積約201,000㎡の超高層ビルなどが整備される計画となっている。全体の敷地面積は約33,500平方メートルで、延べ面積は約374,300平方メートルとなる。
また、北街区と南街区の間には中央自由通路を延伸し、品川駅西口地区へと繋がる計画となっている。2025年度に着工し、全体の竣工は2036年度を予定している。